# Semecarpus heterophylla
Semecarpus heterophylla är en sumakväxtart som beskrevs av Carl Ludwig von Blume. Semecarpus heterophylla ingår i släktet Semecarpus och familjen sumakväxter. Inga underarter finns listade i Catalogue of Life.